# Charles Darwin University
Charles Darwin University (Uniwersytet Karola Darwina) – australijska państwowa uczelnia wyższa, jedyny uniwersytet działający w Terytorium Północnym. Powstał w 2007 roku, kiedy władze Terytorium zadecydowały o połączeniu dwóch głównych należących do nich uczelni: Northern Territory University w Darwin oraz Centralian College w Alice Springs. Uczelnia kształci ponad 20 tysięcy osób, ale w większości są to słuchacze kursów o charakterze policealnym. Studia wyższe realizuje ok. 4300 osób, z czego ok. 1/4 stanowią magistranci i doktoranci, a pozostałą część osoby uczące się na studiach licencjackich. Uczelnia posiada ośrodki na terenie całego Terytorium. Jej patronem jest słynny brytyjski przyrodnik Charles Darwin, od którego nazwiska nazwano też stolicę Terytorium.

## Struktura
Uczelnia dzieli się na trzy główne jednostki:
- Wydział Edukacji, Zdrowia i Nauk Ścisłych
- Wydział Prawa, Biznesu i Sztuk (nauk humanistycznych)
- Instytut Studiów Zaawansowanych

## Galeria

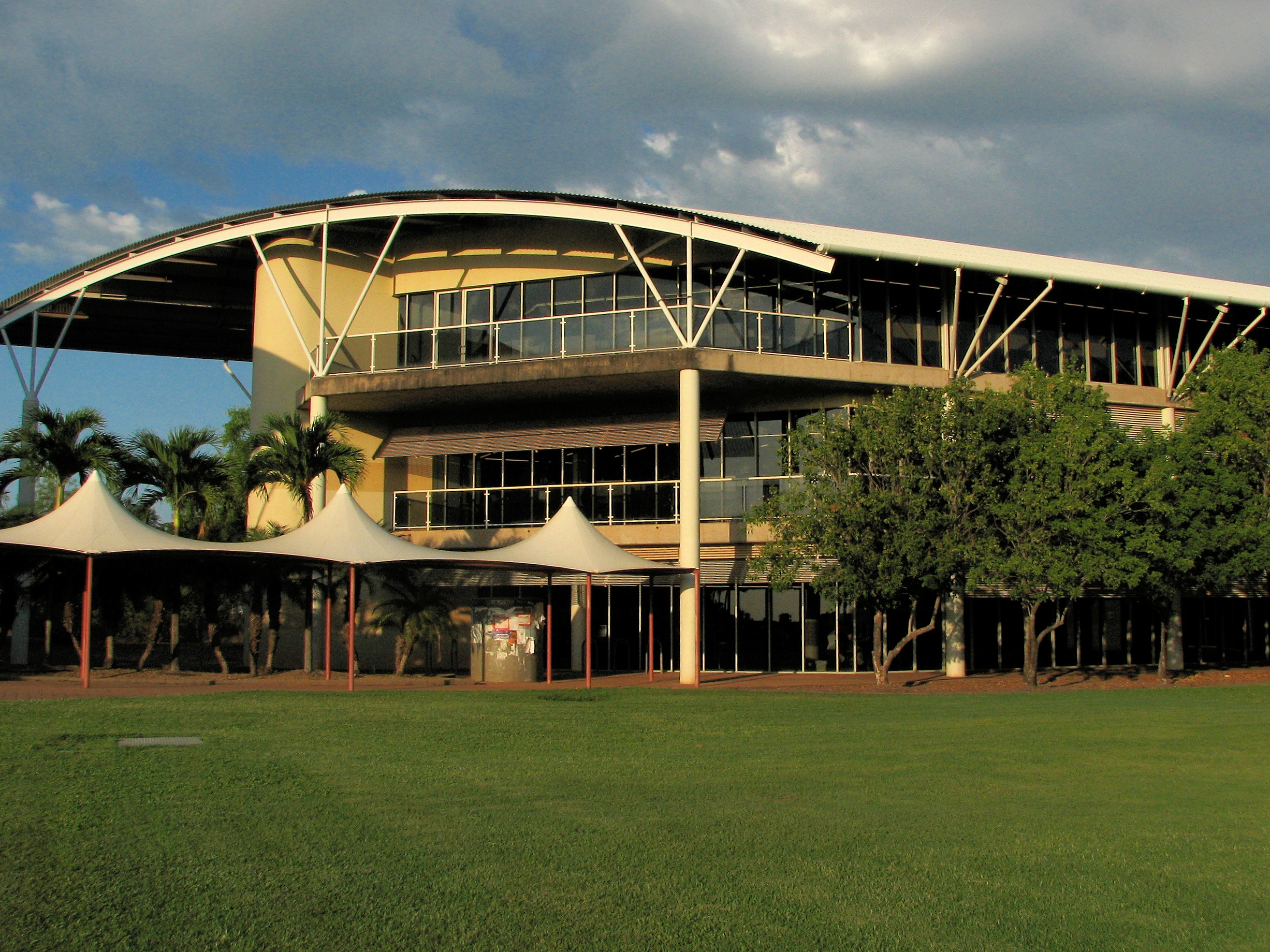
Biblioteka w kampusie w Darwin
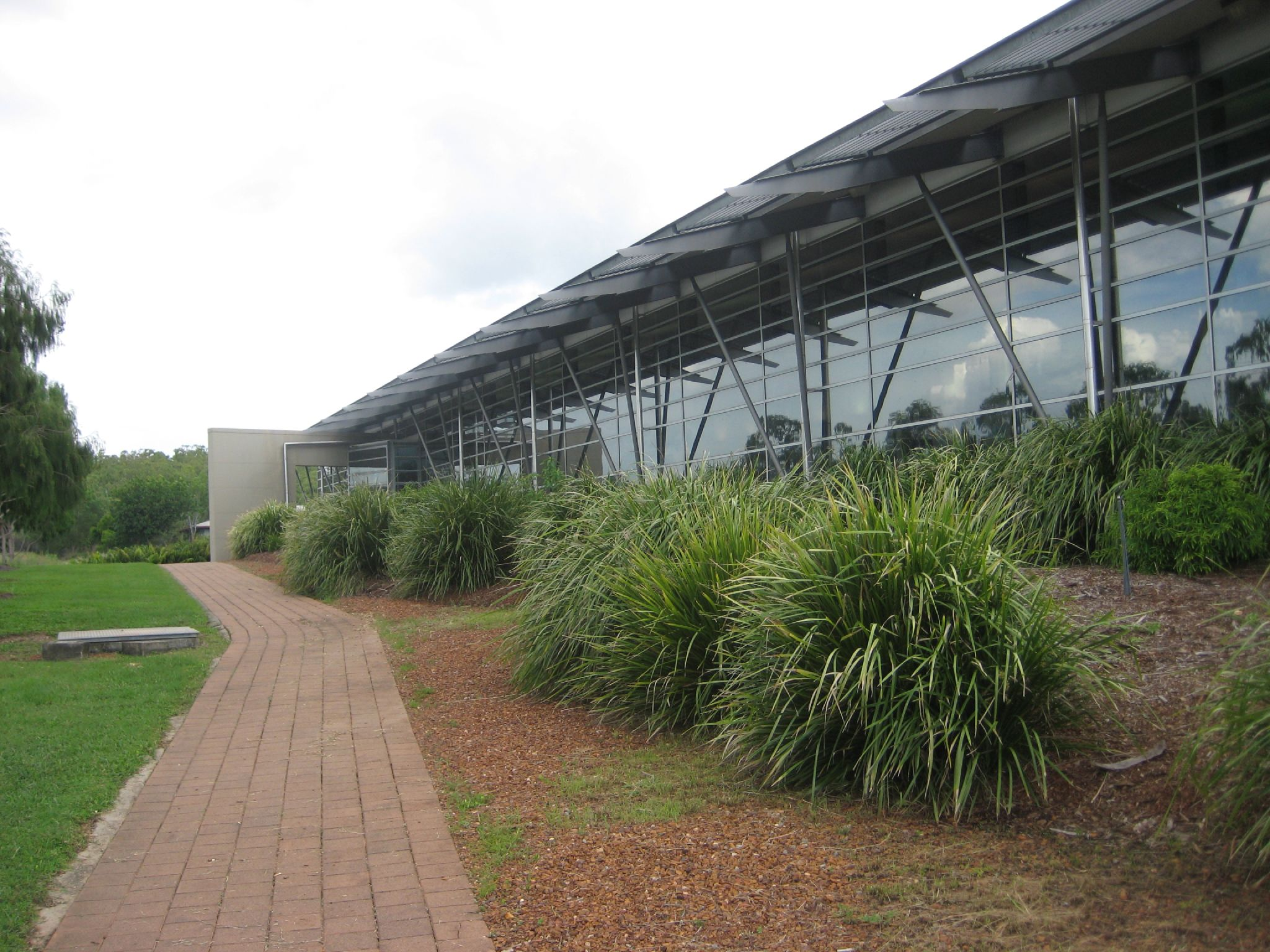
Biblioteka w kampusie w Palmerston